# Demokratische Partei (Baden)
Die Demokratische Partei (Kurzbezeichnung: DemP) war eine liberale Partei in Südbaden. Sie war eine Vorläuferpartei der FDP Baden-Württemberg.

## Geschichte
Die Demokratische Partei wurde am 20. Januar 1946 auf der Gründungsversammlung in Freiburg im Breisgau von 47 Personen gegründet. Sie war eine liberale Partei in der Französischen Besatzungszone, die sich als Nachfolgepartei des Landesverbandes Baden der Deutschen Demokratischen Partei (DDP) verstand. Zu ihrem Vorsitzenden wurde der ehemalige DDP-Politiker und amtierende Oberbürgermeister der Stadt Lahr, Paul Waeldin, gewählt. Weitere Führungsmitglieder der Partei waren die früheren DDP-Mitglieder Wilhelm Stahl, Otto Vielhauer, Friedrich Vortisch und Berthold Goldschagg, Generalsekretär wurde das frühere DVP-Mitglied Hans Wolf.
Kurz nach der Gründung beantragte Waeldin die Zulassung der Partei bei der französischen Militärregierung. Diese befürchtete jedoch die Bildung eines Sammelbeckens aus Nationalisten, Separatisten und ehemaligen Nationalsozialisten. Dennoch wurde die Gründung der Partei Ende Mai 1946 durch die Militärregierung genehmigt.
Bei der Wahl zur Beratenden Landesversammlung am 17. November 1946 wurden neun Mitglieder der Demokratischen Partei aus den Gemeinde- und Kreisversammlungen gewählt. Bei der Wahl zum Landtag am 18. Mai 1947 erreichte die Partei 14,3 Prozent der Stimmen und damit neun Sitze im Parlament.
Im April 1948 wurde die Demokratische Partei in FDP Südbaden umbenannt. Diese wiederum ging am 19. Oktober 1952 zusammen mit der Demokratischen Volkspartei (DVP) in die FDP/DVP Baden-Württemberg auf.